# ペルシア回廊
ペルシア回廊（ペルシアかいろう、英: Persian Corridor）は、第二次世界大戦中のソビエト連邦へ、イギリスやアメリカ合衆国によるレンドリースを輸送するための補給ルートの名前で、ペルシャ湾からイラン経由でソ連のアゼルバイジャンへの経路を通る。

## 背景
注記：国家としてのイランは、西洋ではペルシア戦争の時代から「ペルシア」の名前で呼ばれていた。歴史に記録されている最初のイランの人々は、あるアッカド語の文書で「パルスア」(Parsua)と記載されていた。何百年もの間、「ペルシャ」は、英語においてイランを表現する適切な語であり、1935年にレザー・パフラヴィー(Reza Pahlavi)が現地で読んでいる名前（イラン）を使うよう求めた後も長く、多数の外国人の頭の中に残っていた。英語の公文書では、ペルシア回廊の時代からずっと「ペルシア」という語を、「イラン」という国民国家の名と完全に交換可能な同義語として使っている。

### シャー制度の転覆
1941年のドイツのソビエト連邦侵攻により、同盟関係となったイギリスとソビエトはイランへ注目した。イギリスとソビエトは、新しく開業したイラン縦貫鉄道をペルシア湾からソビエト連邦へ物資を輸送するための魅力的なルートとして考えた。イギリスとソビエトはイランへ圧力を加え干渉することにより、イラン(及びイギリスの場合イラクも)を軍事及び輸送手段に利用する許可を得ると言う譲歩を引き出そうとした。特にイギリスとの緊張の増加はテヘランで親ドイツの暴動を引き起こした。1941年8月レザー・シャーは、ドイツ人の国民を国外退去させることを拒否し、明確にドイツ側につこうとした。そのため、イギリスとソビエトはイランに侵攻してシャーを逮捕し、南アフリカに亡命させた。これにより、両国はイランにおける鉄道の支配を得ることができた。
1942年、イギリスやソビエトと同盟することになったアメリカ合衆国は鉄道の維持と管理を行なうための部隊を送り込んだ。イギリスとソビエトの政府はレザー・シャーの政治制度を崩壊させ、立憲政治体制を制限した。英露はレザー・シャーの息子である モハンマド・レザー・パフラヴィーが帝位を継ぐことを許した。
新たな皇帝（シャー）は、自分の国が完全に独立し、戦争終了時から6月以内に部隊を撤収すると言う条件と交換に、イギリス及びソビエトとの非軍事輸送協力の協定を結ぶことに同意した。1943年9月には、シャーはドイツに対して宣戦布告を行い、連合国に彼の国の名を加え連合国共同宣言に署名した。2ヵ月後に、彼はテヘラン会談のホストを務めた。
外国の部隊の存在は、社会的変化を加速し、国内での国家主義の活動が活発となった。1946年に、ホセイン・ゴル・エゴラブ (Hossein Gol-e-Golab) は民族主義の歌「ああイラン（Ey Iran）」を発表した。この歌は、ゴラブがイラン人の八百屋がアメリカ兵により暴行を受けている風景を市場で目撃したと言う事件を元に作り出したものと言われている。

### アンデルスの部隊
一方、ソビエトの指導者、ヨシフ・スターリンは、イギリスとポーランド亡命政府からの圧力により、1939年に捕虜としたポーランド人や、それに続いてソビエトの共和国内へ強制移住させられたポーランド人の市民たちを、連合軍側で戦うポーランド軍を組織するために解放し始めた。
ヴワディスワフ・アンデルス将軍はルビャンカ収容所から釈放され、部隊を組織し始めた。しかし、ソビエト軍との摩擦とポーランド部隊への装備や食料の補給が充分ではなく、同様に戦闘準備のできていないポーランド部隊を前線に展開させようと強要することで、最終的にアンデルスの部隊がポーランド市民と共にイランへ移動することになった。第2ポーランド軍団は他の戦線に参加したが、一部の市民はイランに定住することになった。イランに今日も住み続けた一部のポーランド人の物語は2002年の映画『忘れ去られた旅』(A Forgotten Odyssey)に取り上げられた。

## 補給の努力
連合国は、スチュードベーカーUS6トラックから多数の航空機に至るまでソビエトへあらゆる種類の軍事物資を届けた。回廊へのほとんどの補給物資は船でペルシア湾の港へ輸送され、鉄道やトラックの輸送部隊で北へ運ばれた。一部の物資は船でカスピ海を渡り、一部はトラックで輸送された。
回廊内の合衆国軍は、イラン・イラク軍団管区 (Iran-Iraq Service Command)、後にペルシア湾軍管区(Persian Gulf Service Command、PGSC) の管轄下にあった。本来の合衆国陸軍イラン派遣部隊 (United States Military Iranian Mission) を継承した。その任務は、合衆国が対立に関わる「前に」、レンドリースの補給物資を配送すると言うものであった。任務は、ドン・G・シングラー大佐により指揮され、1942年にはドナルド・H・コノリー准将が引き継いだ。イラン・イラク軍団管区とペルシア湾軍管区は後に、アメリカ合衆国陸軍中東部隊(U.S. Army Forces in the Middle East、USAFIME)となった。

### 輸送量
連合国の補給活動は莫大なものであった。ムルマンスクとウラジオストックの港への輸送艦隊を含む多数のルートを通して、アメリカだけで戦争の間に1億7550万英トン（1億7830万メートルトン）をソビエトに届けた。ペルシア回廊は、これらの内、415万9117英トン（422万5858メートルトン）の輸送に使用したルートであった。これはアメリカ唯一によるものではなかった。英国、英領インド、南アフリカ、バーレーンと連合国の多数の保護領や独立国や植民地等のほかの連合国全てへの輸送に使用された。連合国の補給源から海上輸送された荷物（全てあわせると790万英トン（800万メートルトン））は回廊で荷卸しされ、そのほとんどはロシアに輸送され、一部は中東のイギリス軍に、一部はイラン経済に回された。それは、何万もの外国の部隊やポーランドの難民の流入と新しい輸送・物流施設の開発に利用された。

### 補給ルート
インドからやってくる補給物資はイランやイラクのペルシア湾の港で荷揚げされた。

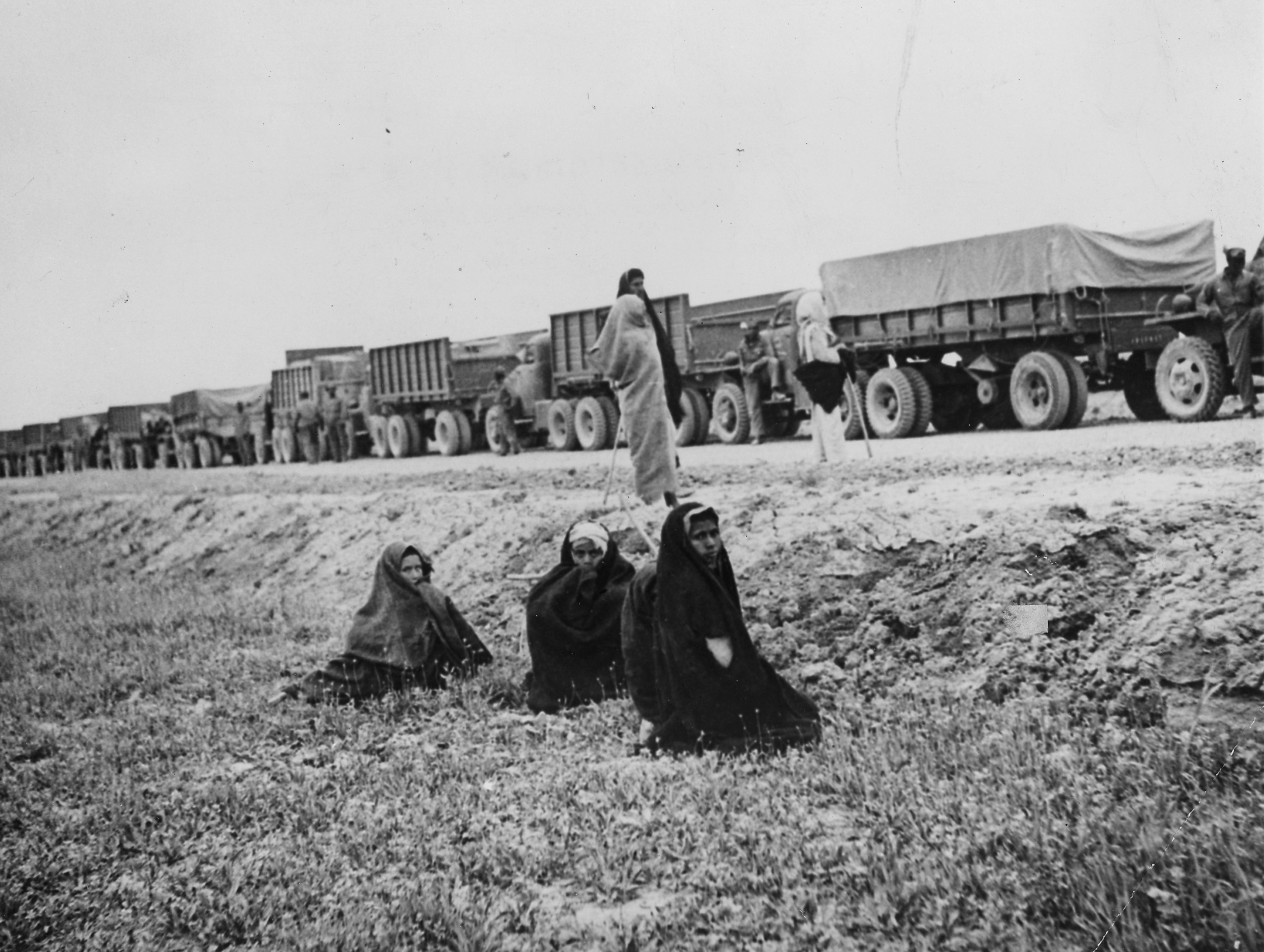
イランの女性が回廊内のどこかで停止している連合国の輸送部隊を見ている様子

イランへの補給物資のために利用した回廊内の港は:
イラン内
- ブーシェフル(Bushehr)
- バンダルシャプール(Bandar Shahpur) (現在、 バンダル・エマーム・ホメイニ(Bandar Imam Khomeini))

イラク内
- バスラ(Basra)
- ウムカスル(Umm Qasr)

主要な地上ルートは港からテヘラン(Tehran)、その後以下のように分かれる。
- テヘラン―アシハバード(Askhabad)
- テヘラン―バクー(Baku)

また、以下の経路もある。
- バスラ(Basra)―ガズヴィーン(Kazvin)
- ドズールファ(Dzhulfa)—ベスラン(Beslan)

(カスピ海経由の)外部への補給物資のための主要港は、ナウシャー(Nowshahr)であった。この港からバクー(Baku)やマハチカラ(Makhachkala)へ補給物資をフェリーで輸送する。

#### 他の場所
ルート上の重要な小さな港や中継点は以下のものである。

##### アゼルバイジャン内
- レンコラン(Lenkoran)

##### アルメニア内
- エレバン(Yerevan)

##### グルジア内
- トビリシ(Tbilisi)

##### 北オセチア・アラニヤ内
- ベスラン(Beslan)

##### イラン内
港

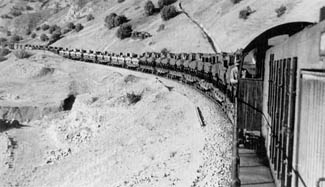
連合国から赤軍へ補給を運ぶ補給列車

- バンダル・アンザリ(Bandar Anzali)
- バンダルアッバース(Bandar Abbas)
- チャーバハル(Chabahar)
- ナウシャー(Nowshahr)
- バンダレシャー(Bandar-e Shah) (現在、バンダルトルクマン(Bandar Torkoman))
- バンダレアミラバード(Bandar-e Amir Abad) (ベフシャール港(Behshahr))

都市
| - アンディーメシュク(Andimeshk) - ハマダン(Hamadan) - エスファハーン(Eṣfahān) - キャラジュ(Karaj) - ホッラマーバード(Khorramabad) - カーシャーン(Kashan) - マラーイェル(Malayer) - マシュハド(Mashad) | - ミアネ(Mianeh) - サーリー(Sari) - セムナーン(Semnan) - シャールード(Shahroud) - シーラーズ(Shiraz) - タブリーズ(Tabriz) - ゴム(Qom) - ザンジャーン(Zanjan) - ザーヘダーン(Zahedan) |

##### トルクメニスタン内
港
- トルクメンバシ(Turkmenbashi) (かつてのクラスノボツク(Krasnovodsk))

都市
- アシガバート(Ashgabat)
- キジルアルバート(Kizyl Arvat)
- キジルアトレック(Kizyl Atrek)

### 人事
ペルシア回廊における物資は、基本的にイギリスやアメリカの戦闘支援部隊、例えば英国陸軍輜重隊やアメリカ陸軍需品科、アメリカ陸軍輸送科の様な輸送部隊により取り扱われた。港湾労働者や鉄道技術者といった職務に従事する多数の連合国市民が回廊で働いていた。志願もしくは徴兵により集められた、熟練したエンジニアや会計士、その他のプロが准士官となり、複雑な補給任務の監督を支援した。
加えて、イランへの物流の支援を与えることにより、連合国は同様のサービスを提供した。特に、アメリカ軍は、イギリスやロシアと比較し、中東に影響力を行使していなかったという経緯から、より中立的に行動し、若いシャーの政府に特別な専門知識の経験を与えた。ノーマン・シュワルツコフ大佐は、1942年8月にニュージャージー州警察の本部長であったが、イラン帝国憲兵隊 (Imperial Iranian Gendarmerie) の訓練に配置換えされ、後には大将に昇進することになった。彼の息子、ノーマン・シュワルツコフJrは、1991年の湾岸戦争において、多国籍軍の指揮を執った。